# Santa Comba (A Coruña)
Santa Comba ist eine spanische Gemeinde in der Autonomen Gemeinschaft Galicien. Die Gemeinde hat 9.319 Einwohner (Stand: 2024).

## Lage
Die Gemeindehauptstadt ist Santa Catalina de Armada, die heute mit dem Bevölkerungszentrum Santa Comba verschmolzen ist, das fast in der geografischen Mitte der Gemeinde liegt. Es liegt 62 km von A Coruña, 38 km von Santiago de Compostela und 68 km vom Kap Finisterren entfernt.

## Geschichte
Santa Comba gehörte zu einer adligen und später zu einer kirchlichen Grundherrschaft, bis es Mitte des 19. Jahrhunderts unabhängig wurde. Doch erst in den vierziger Jahren entwickelte sich das heutige Stadtzentrum um einen wichtigen Markt und eine Kreuzung.
Nach dem Spanischen Bürgerkrieg wurde die Gemeinde zu einem der Hauptabbaugebiete von Wolfram, das während des Zweiten Weltkriegs zur Herstellung von Kriegsmaterial nach Deutschland gebracht wurde.

## Demografie
Quelle: INE-Archiv – grafische Aufarbeitung für Wikipedia

## Gemeindegliederung
Die Gemeinde Santa Comba ist in 17 Parroquias gegliedert:
| Parroquias               | Patrozinium  | Einwohner 2024 | Fläche km² | Dichte Einw./km² | Höhe msnm | Ortskennzahl |
| ------------------------ | ------------ | -------------- | ---------- | ---------------- | --------- | ------------ |
| Alón                     | Santa María  | 317            | 9,24       | 34               | 335       | 15077010000  |
| Arantón                  | San Vicente  | 305            | 5,10       | 60               | 355       | 15077020000  |
| Bazar                    | San Mamede   | 318            | 13,97      | 23               | 370       | 15077030000  |
| Cícere                   | San Pedro    | 340            | 13,44      | 25               | 389       | 15077050000  |
| Fontecada                | San Martiño  | 440            | 13,87      | 32               | 339       | 15077070000  |
| Freixeiro                | San Fins     | 436            | 21,12      | 21               | 420       | 15077080000  |
| Grixoa                   | San Xoán     | 340            | 10,05      | 34               | 369       | 15077090000  |
| Grixoa de Esternande     | Santa María  | 79             | 4,67       | 17               | 393       | 15077060000  |
| Mallón                   | San Cristovo | 325            | 12,10      | 27               | 321       | 15077100000  |
| Montouto                 | Santa María  | 286            | 9,19       | 31               | 402       | 15077110000  |
| A Pereira                | Santo André  | 341            | 5,91       | 58               | 393       | 15077130000  |
| San Salvador de Padreiro | San Salvador | 166            | 6,20       | 27               | 395       | 15077120000  |
| Santa Comba              | San Pedro    | 3.762          | 15,64      | 241              | 373       | 15077140000  |
| Santa Sabiña             | San Xulián   | 656            | 20,17      | 33               | 376       | 15077150000  |
| Ser                      | San Pedro    | 169            | 5,20       | 33               | 389       | 15077160000  |
| Vilamaior                | Santa María  | 264            | 10,79      | 24               | 413       | 15077170000  |
| Xallas de Castriz        | San Pedro    | 798            | 27,03      | 30               | 338       | 15077040000  |

## Wirtschaft
| Ackerbau, Viehzucht und Fischerei                                                  | 0581  | 016,30 |
| Industrie                                                                          | 0550  | 015,43 |
| Bauwirtschaft                                                                      | 0450  | 012,62 |
| Dienstleistungsbetriebe                                                            | 1.984 | 055,65 |
| Total                                                                              | 3.565 | 100,00 |
| * Daten aus dem Statistischen Amt für Wirtschaftliche Entwicklung in Galicien, IGE |       |        |